# 附睾
附睾，又稱副睾，是男性生殖器官中连接睾丸和输精管的管道。

## 解剖
附睾一面連接著輸精管，一面連接著睾丸的曲精細管。當精子離開睾丸時，就跑到附睾裏，繼續生長成熟。附睾分為三部份，上端最膨脹的是附睾頭、中間較狹窄的是附睾體、下端略大處是附睾尾。